# ネオリュード
『ネオリュード』（Neorude）は、テクノソフトから1997年に第1作が発売された、コンピュータRPGのシリーズである。
いずれもプレイステーション向けに発売され、現在3作が発売されている。

## 概要
正しくはリーディングRPGというジャンル名で、キャラクターを操作するのではなく、名前どおりキャラクターを導く(Lead)ことによって進めていく。
具体的には、移動させたい場所や調べさせたいオブジェクトをカーソルでクリックすることによって、キャラクターがそれに従った行動を取るという形式。
一般的なRPGと違い、戦闘もほぼオート戦闘で、プレイヤーは各キャラクターに指標を示し、あとは見守ることになる。攻撃対象となる敵をクリックした後に攻撃、防御、逃走のアイコンをクリックして行動の指示を出す流れとなる。
戦闘はリアルタイムだが、任意に一時停止して指標を変更できる。
キャラクターは経験値を得ることでレベルアップし成長する。経験値はモンスターを倒す事でも得られるが微々たるもので、多くはイベントで得ることとなる。プレイヤーは先頭キャラクターをパーティ内から自由に選択でき、イベントではそのキャラクターがイベントの処理に当たる。キャラクターによって得手不得手があり、そのイベントに最適なキャラクターを当てることで大きな経験値が得られる。例えば、魔法文字で書かれた文章を、ティルは読めないがアリアなら読める。逆に不得手なキャラクターを当てるとイベントがクリアできなかったり（大抵の場合キャラクターを変更して再挑戦可）、得られる経験値が減ったり（再挑戦不可）する。ひとつの謎に直面した時には3人それぞれの反応を試す必要もある。

## 音楽
- ネオリュード1作曲：九十九百太郎、渡辺靖仁
- ネオリュード2作曲：九十九百太郎、TEKTEK、渡辺靖仁
- 刻まれた紋章作曲：渡辺靖仁、持田雅行

## 世界観
中央大陸
中央大陸はサン・ジルニア皇国、オルレアン双王国など5つの強国と、いくつかの地方領が領土を割拠する大陸。現在の情勢は安定している。また、各国の交易も盛んで活気がある。
アルファーウの街
ネオリュード2、刻まれた紋章の舞台となる中央大陸西方の小さな田舎町。かつては炭鉱の交易によって栄えていたのだが、今では交易路からもはずれ、ただの田舎町になっている。実は街の近辺には多くの手付かずの遺跡が残っており、冒険者たちの穴場として知られている。
歴史
数千年前、呪音文明と呼ばれる高度な魔法文明が栄えていた。
天の彼方さえ征する強大な力と、現在の王侯さえ庶民に思えるほどの栄華を誇ったが、突如異世界より現れた「混沌の神々｣（クウ・ズ・ルーの神々とも言われる）との大戦により衰退、滅亡した。
呪音文明は最後の力を結集してノルンゲストシリーズを作り対抗、勝利。
勝利を収めたが呪音文明は滅亡し殆ど遺跡と化す。
呪音文明の主な代表作は音機兵（自動生命体殆どが遺跡の番人）、ハーミア（呪音石と書く、高純度の魔力の結晶体。大陸船の動力源等に使われる）、大陸船など。

## シリーズ作品
レイティングは全てCERO：A（全年齢対象）。

### ネオリュード
- 1997年5月9日発売。6800円。

ゲームアーカイブス(PSN)にて配信中。617円。

### ネオリュード2
- 1997年11月20日発売。6300円。

ゲームアーカイブス(PSN)にて配信中。617円。

### ネオリュード 刻まれた紋章
- 1999年12月16日発売。5800円。

ゲームアーカイブス(PSN)にて配信中。617円。

## キャラクター紹介

### 主要人物
ティル・ウェイロード
本編主人公の一人、17歳。
北辺境の武の名門ウェイロード伯爵家の嫡男であるが、生来のお人好しさと世間知らずさを憂慮され、武者修行に出され冒険者となる。
彼の通行手形には、「上級貴族」であり遊歴の「騎士」であることが記されている。
自分の胴体ほどの大剣を振り回し、力のいる作業に向いているが頭は弱いので知恵のいる作業には向いていない。
両親とはすでに死別しており、故郷に祖父母と姉がいるのみである。
母親には、子供の頃「りんごじいさん」という本を読んでもらっていたらしい。
アリア・ハイランド
本編主人公の一人、16歳。
その魔力の高さを大導師バッシュ・ハイランドに見出され、彼の弟子および義理の娘となり修行の日々を送っていたが、修行半ばで師に先立たれてしまう。
魔導師の育成機関「法魔の城」に身を寄せるはずであったが、道中ティルに出会い、以後その日暮らしの冒険者となる。
かつて天才とまで称された魔術の才能を持つだけあって、攻撃・回復・召喚・解呪魔法と魔法関連のエキスパート。
女の子としてのおしゃれを忘れておらず、2ではティルの剣よりも高い靴を履いていることが発覚した。
ルーフレイン・ロゼ
本編の主人公の一人で最年少の14歳。
非常に冷静沈着で博識、手先が器用な所から、ダンジョンの仕掛け解除などオールマイティーに活躍する。
戦闘では高度な格闘術を使用する。
中南部の港町アルカンザスの出身で、天涯孤独の身。
幼少の頃から不良で、11歳くらいの頃には空賊団の一員として活躍していたが、ある時乗船が撃墜され、仲間とも離れ離れになる（ちなみに地元では彼に100万ゴルダの賞金がかけられている。）
その後ティル達と出会い共に冒険者となるが、生まれ育った環境のせいか、ティル達よりも大人びた面があり、酒も飲もうとする。
ノルンゲスト
ティル達に「大陸船の眠る遺跡」の場所を教えた謎の男。
その正体は「眠る大陸船」フリーメルのマスター。
自分が戦いの道具にされる事を嫌い眠りに付いたフリーメルを案じ、ふさわしい冒険者に彼女を託そうとする。
ティル達にフリーメルを託した後、自己消滅した。
古の戦いにおける古代文明の英雄であり、彼をベースとして製造された不死の生体兵器「ノルンゲストシリーズ」は今尚健在である。
フリーメル
古の戦いで戦うことに使われた大陸船の最後の一隻。
戦いに使われることを嫌い、眠りについていた。
可愛い少女の姿をした精神体をもっており、性格は年相応である。
ノルンゲスト消失の際、暴走した力を鎮めてくれたティル達を信じようとして、彼らの船となった。
現在のマスターはルーフレインとなっている。
リムファイア・フォン・カルネアデス
1ではティル達につきまとう女空賊として登場。
彼女もまた、ノルンゲストから情報を聞いて大陸船を手に入れるために遺跡に潜り込んでいた。
実は、南の船団国家カルネアデスの宗主の娘。
ネオリュード1の2ndディスクでは彼女のドレス姿の絵も公開されている。
「刻まれた紋章」では主人公の一人を務め、魔導銃を使った攻撃を得意とする。
リゴーとアルトーという二人の手下がおり、パシリのようにこき使うが人情にも厚く彼らにも慕われている。
著書に「リムファイア風雲記」があり、2である条件を満たすと入手・閲覧ができる。
シィール
2のヒロインにして「刻まれた紋章」の主人公の一人。
2では「浮島の神殿」で誰に知られることなく眠りについていたところをティル達に発見された。
以降ティル達と行動を共にするが、過去の記憶・経験のすべてを失っており、自分の呼称しか解らない状態であった。
本来はアルファーウの地に暮らす少女であったが、かの地に現れた「赤い天使」を鎮めるべく人柱に差し出されその際、彼女の体には「赤い天使」が入り込み、その後数十年間にわたり眠りにつくこととなった。
ラグナレクの所業により、シィールの中の「赤い天使」は再び覚醒するが、ティル達の手により「赤い天使」は消滅し、現在はアルファーウの街で道具屋を営んでいる。
「刻まれた紋章」では道具屋に売る品物を仕入れに六花の迷宮へいく途中、気絶したユグドラシルをひろい、それが物語のきっかけとなった。
ユグドラシル
「刻まれた紋章」の主人公の一人で眼鏡をした優男という風貌である。
4人の子供たちを連れて、乗船していたリムファイアの大陸船が道中嵐に遭遇し、大陸船が不時着したところをシィールによって助けられる。
以後、アルファーウの街のシィールの自宅に住み込み、医者業を開業することになる。
正体はノルンゲストシリーズの一人であり、「異神」を封印する際の媒介者である封印者の管理、研究を責務としていた。
「異神」を封印することの意味を己の身で確かめようとしたことで、その所業の恐ろしさを自覚するにいたり、「異神」を封印された4人の子供たちを連れて逃亡。
他のノルンゲストシリーズに追われる身となりながら、子供たちに封印された「異神」を消滅させる術を求め各地を旅していた。
ラグナレク
大鎌を担ぎ、漆黒のマントを身に纏う狂戦士。
過去、アルファーウに現れた「赤い天使」を封印した張本人である。
封印の媒介となったシィールの復活を認識するや、以後彼女に執着を見せるようになる。
戦いを好む一方で生に対する執着は薄く、半ば死を望んでいたとも取れる発言をするが真相は不明。
「刻まれた紋章」では、ユグドラシルを連行するシリーズの一団の中に姿を見せているが、ストーリーには直接関与していない。
ノルンゲストシリーズの一人であるが、その風貌のとおりシリーズの中でも特異な存在である。
フラハート
アルファーウの町の酒場に常駐している美しい謎の女性。
相当の美人だが、会話に駄洒落をはさむことを絶やすことがなく、訪れるものをあきれさせている。
正体は、大陸船の一人。フリーメルの姉に当たり、ラグナレクが彼女のマスターである。